# وصية غريب الأطوار
وصية غريب الأطوار (بالفرنسية: Le Testament d'un excentrique)‏، (بالإنجليزية: The Will of an Eccentric)‏ رواية من تأليف الروائي جول فيرن صدرت عام 1900. وهي جزء من سلسلة "رحلات غير عادية"